# シリング酸
シリング酸（シリングさん、syringic acid）は、天然に存在するO-メチル化されたトリヒドロキシ安息香酸である。アサイーやアサイーオイル (1,073 +/- 62 mg/kg) に含まれる。
シリング酸は赤ワインに含まれるマルビジンの分解産物でもあり、古代エジプトの飲料shedehにシリング酸が存在していたことから、この飲料がブドウから作られていたことが明らかとなった。